# Zasady Yogyakarty

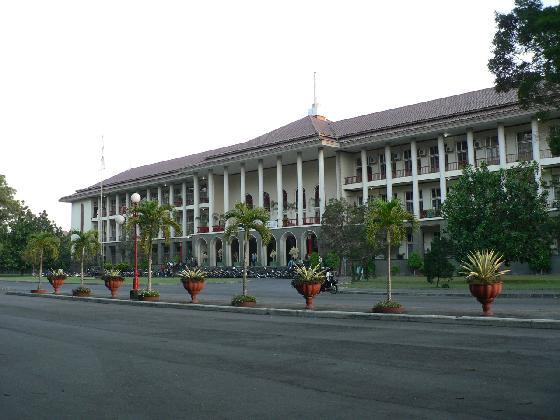
Uniwersytet Gadjah Mada w Yogyakarcie

Zasady Yogyakarty (oryginalnie ang. The Yogyakarta Principles) – dokument poświęcony prawom człowieka z uwzględnieniem problematyki orientacji seksualnej i tożsamości płciowej, opublikowany w wyniku międzynarodowego spotkania przedstawicieli organizacji praw człowieka w Yogyakarcie w Indonezji w listopadzie 2006 roku. Opracowany został przez środowiska akademickie, prawników i ekspertów praw człowieka, przy współpracy organizacji pozarządowych. Seminarium prowadził Irlandczyk Michael O'Flaferty z współprzewodniczącymi Sonią Onufer Corrêa i Vititem Muntarbhornem.
Zasady Yogyakarty odnoszą się do szeroko pojętych standardów międzynarodowych praw człowieka i ich stosowania w odniesieniu do problematyki orientacji seksualnych i tożsamości płciowych (SOGI). W dniu 10 listopada 2017 r. komisja ekspertów opublikowała dodatkowe wytyczne uzupełniające oryginalny dokument odzwierciedlające postęp w międzynarodowym prawie i praktyce praw człowieka od czasu wprowadzenia zasad w 2006 r., czyli Zasady Yogyakarty plus 10. Nowy dokument zawiera również 111 „dodatkowych wymogów państwowych”, związanych z takimi obszarami jak tortury, azyl, prywatność, zdrowie i ochrona obrońców praw człowieka.

## Wersje zasad

### Pierwotne zasady z 2007 r.
Zasady same w sobie są obszernym dokumentem dotyczącym kwestii prawnych. Na stronie internetowej utworzonej z myślą o przechowywaniu i udostępnianiu tychże zasad zamieszczono ich przegląd:
- Preambuła: Przyznano w niej, że dochodzi do naruszania praw człowieka na tle orientacji seksualnej i tożsamości płciowej, co stanowi pogwałcenie integralności i godności; ustanowiono w niej odpowiednie ramy prawne oraz zawarto definicje kluczowych terminów.

- Prawa do powszechnego korzystania z praw człowieka, niedyskryminacji i podmiotowości prawnej: zasady od 1. do 3. definiują założenia uniwersalności praw człowieka i ich przestrzegania w odniesieniu do wszystkich osób bez wyjątku, jak również prawo wszystkich osób do podmiotowości prawnej bez konieczności operacji korekty płci lub sterylizacji.
  - Przykład:
    - Przepisy penalizujące homoseksualizm naruszają międzynarodowe prawo do niedyskryminacji (decyzja Komitetu Praw Człowieka ONZ).

- Prawa do bezpieczeństwa: zasady od 4. do 11. dotyczą podstawowych praw do życia, bezpieczeństwa osobistego, prywatności, sądu, humanitarnego traktowania i ochrony przed arbitralnym pozbawieniem wolności, ochrony przed przemocą, torturami i wszelkimi formami wyzysku i handlem ludźmi,
  - Przykłady:
    - Kara śmierci jest nadal stosowana w odniesieniu do dobrowolnej aktywności seksualnej dorosłych osób tej samej płci, wbrew uchwałom ONZ kładącym nacisk na to, że kara śmierci nie może być nakładana w odniesieniu do „stosunków seksualnych pomiędzy dorosłymi, którzy wyrazili na to zgodę".
    - Jedenastu mężczyzn zostało aresztowanych w barze dla gejów i przetrzymywanych w areszcie przez ponad rok. Grupa Robocza ONZ ds. arbitralnych zatrzymań doszła do wniosku, że mężczyźni zostali zatrzymani niezgodnie z prawem międzynarodowym, zauważając z niepokojem, że „jeden z więźniów zmarł w wyniku arbitralnego zatrzymania".

- Prawa ekonomiczne, społeczne i kulturalne: zasady od 12. do 18. wskazują na znaczenie braku dyskryminacji podczas korzystania z praw ekonomicznych, społecznych i kulturowych, włączając w to zatrudnienie, zakwaterowanie, ubezpieczenie społeczne, edukację, ochronę zdrowia seksualnego i reprodukcyjnego, w tym prawo do świadomej zgody i terapii korekty płci.

- Prawo do zgromadzeń i wyrażania opinii: zasady od 19. do 21. podkreślają znaczenie wolności wyrażania siebie, swojej tożsamości i swojej seksualności, pozbawionej ingerencji państwa z uwagi na orientację seksualną lub tożsamość płciową, włączając w to prawo do pokojowego uczestnictwa w zgromadzeniach i wydarzeniach publicznych oraz innego rodzaju zrzeszania się z innymi osobami.

- Prawa do azylu i wolności poruszania się: zasady 22. i 23. zwracają uwagę na prawo osób do ubiegania się o azyl z powodu prześladowań ze względu na orientację seksualną lub tożsamość płciową.

- Prawo do uczestnictwa w życiu kulturalnym i rodzinnym: zasady od 24. do 26. dotyczą praw osób do uczestniczenia w życiu rodzinnym, publicznym i kulturalnym ich społeczności, bez dyskryminacji ze względu na orientację seksualną lub tożsamość płciową.

- Prawo do obrony praw człowieka: zasada 27 jest wyrazem poszanowania prawa do obrony i promowania praw człowieka bez dyskryminacji ze względu na orientację seksualną i tożsamość płciową oraz zobowiązuje państwa do zapewnienia ochrony obrońcom praw człowieka zajmującym się tymi dziedzinami.

- Prawa do zadośćuczynienia i ochrony prawnej: zasady 28. i 29. podkreślają znaczenie rozliczania sprawców naruszeń praw i zapewnienia odpowiedniego zadośćuczynienia dla osób, którym prawa te zostały naruszone.

W końcowej części dokumentu opublikowano 16 dodatkowych zaleceń dla organizacji pozarządowych: od ONZ i agencji tej organizacji, po grupy NGO i podmioty dysponujące funduszami prywatnymi. Zalecenia te służyć mają praktycznemu wprowadzaniu i adaptacji Zasad Yogyakarty w regularnej działalności tych organizacji.

### Zasady Yogyakarty plus 10 z 2017 r.
- Preambuła: przypomina o postępie w zakresie międzynarodowych praw człowieka oraz o zamiarze regularnego aktualizowania zasad.
- Prawo do ochrony ze strony państwa: zasada 30 potwierdza prawo do ochrony ze strony państwa przed przemocą, dyskryminacją i szkodą, w tym do zachowania należytej staranności w zapobieganiu, dochodzeniu, ściganiu i naprawieniu szkód.
- Prawo do uznania prawnego: W ramach zasady 31 wzywa się do przyznania prawnego uznania bez względu na płeć, orientację seksualną, tożsamość płciową, ekspresję płciową lub cechy płciowe, eliminując tym samym zbędne włączanie takich informacji do dokumentów tożsamości.
- Prawo do cielesnej i psychicznej integralności: zasada 32 mówi o prawie do cielesnej i psychicznej integralności, autonomii i samostanowienia, w tym wolności od tortur i znęcania się. Nawołuje do tego, aby nikt nie był poddawany inwazyjnym lub nieodwracalnym procedurom medycznym w celu zmiany cech płci bez ich zgody, chyba że jest to absolutnie konieczne, aby zapobiec pilnej i poważnej szkodzie.
- Prawo do wolności od kryminalizacji i sankcji: zasada 33 określa prawo do wolności od pośredniej lub bezpośredniej kryminalizacji lub karalności, także poprzez prawo zwyczajowe, religijne, praw dotyczących przyzwoitości publicznej, włóczęgostwa, sodomii i propagandy.
- Prawo do ochrony przed ubóstwem: zasada 34 wzywa do zagwarantowania ochrony przed ubóstwem i wykluczeniem społecznym.
- Prawo do usług sanitarnych: zasada 35 postuluje prawo do bezpiecznego i równego dostępu do urządzeń sanitarnych i środków higieny.
- Prawo do korzystania z praw człowieka w odniesieniu do technologii informacyjnych i komunikacyjnych: zasada 36 wzywa do takiej samej ochrony praw w Internecie co poza nim.
- Prawo do prawdy: zasada 37 postuluje prawo do poznania prawdy o przypadkach pogwałcenia praw człowieka, w tym dochodzenia i zadośćuczynienia bez ograniczeń ustawowych, a także dostęp do dokumentacji medycznej.
- Prawo do praktykowania, ochrony, zachowania i rewitalizacji różnorodności kulturowej: zasada 38 mówi o prawie do praktykowania i manifestowania różnorodności kulturowej.
- Dodatkowe obowiązki państwowe: zasady Yogyakarty plus 10 zawierają szereg dodatkowych zobowiązań wobec państw, w tym w odniesieniu do statusu HIV, dostępu do sportu, zwalczania dyskryminacji w zakresie selekcji prenatalnej i technologii modyfikacji genetycznych, zatrzymań i azylu, edukacji, prawa do zdrowia oraz swobody pokojowych zgromadzeń i zrzeszania się.
- Dodatkowe zalecenia: w Zasadach określono również zalecenia dla krajowych instytucji praw człowieka i organizacji sportowych.

## Historia
Konferencja w Indonezji, której efektem było powstanie zasad, zorganizowana została na fali międzynarodowej aktywności działaczy LGBT oraz postępowych środowisk politycznych, naukowych i socjalnych. Ideowym poprzednikiem tej Konferencji była tzw. Deklaracja Montrealska, podpisana i opublikowana w czerwcu 2006 w Montrealu z okazji montrealskich Światowych Igrzysk Out w 2006.

## Interpłciowość i Zasady Yogyakarty
Zasady Yogyakarty wspominają o interpłciowości tylko pobieżnie. W przewodniku Promowanie i ochrona praw człowieka w odniesieniu do orientacji seksualnej, tożsamości płciowej i cech płciowych Forum Krajowych Instytucji Praw Człowieka Azji i Pacyfiku (APF) stwierdza, „że Zasady nie odnoszą się należycie lub adekwatnie do stosowania międzynarodowych praw człowieka w odniesieniu do osób interpłciowych. Nie dokonuje się w nich wyraźnego rozróżnienia cech płci”.
Zagadnienia te zostały uregulowane w aktualizacji, Zasady Yogyakarty plus 10. Boris Dittrich z organizacji Human Rights Watch komentuje, że nowa aktualizacja „chroni dzieci interpłciowe przed wymuszoną modyfikacją ich cech płciowych”.